# Judith Ann Lawrence
Judith Ann Lawrence, conosciuta anche con gli pseudonimi di J. A. Lawrence, Judith L. Blish,  e Judy Blish (New York, marzo 1940), è una disegnatrice e scrittrice statunitense.
È nota per il suo lavoro in collaborazione con il marito, James Blish, nel romanzamento degli episodi della serie classica di Star Trek pubblicati dalla Bantam Books. È stata anche attiva nel preservare e promuovere gli altri lavori del marito.

## Biografia
Lawrence è nata nella città di New York nel marzo del 1940. Ha vissuto prima in Grecia, poi ad Oxford con il suo defunto marito, James Blish. Attualmente vive ad Atene in Grecia. Si sa poco della vita della Lawrence prima del matrimonio nel 1964.
Durante il suo matrimonio divenne confidente e collaboratrice del marito. Il suo contributo alla serie di romanzamenti su Star Trek realizzati Blish non fu noto fino all'uscita dell'11° libro della serie nel 1977. Il volume finale della serie di romanzamenti fu Mudd's Angels nel 1978 e include l'adattamento di due episodi e un racconto originale della Lawrence.
I racconti brevi della Lawrence furono pubblicati regolarmente dalla rivista Galaxy Science Fiction, e sono inclusi in diverse antologie di racconti brevi. Come illustratrice, il suo lavoro include le copertine dei libri Black Easter e The Day After Judgment scritti dal marito James Bish e la copertina del libro Fugue for a Darkening Island scritto da Christopher Priest. Ha contribuito con due copertine per la fanzine di fantascienza Kalki, e la copertina per il numero di aprile 1972 della rivista The Magazine of Fantasy and Science Fiction.

## Opere

### Star Trek
- Star Trek 12 (Bantam Books ISBN 0-553-11382-8, 1977), con James Blish
  - Adattamento dell'episodio Sul pianeta Triacon
  - Adattamento dell'episodio Licenza di sbarco
- Mudd's Angels (Bantam Books ISBN 0-553-11802-1, 1978)
  - Adattamento dell'episodio Il filtro di Venere
  - Adattamento dell'episodio Io, Mudd
  - Racconto originale Business, As Usual, During Altercations

### Racconti Brevi
- "Getting Along", con James Blish, nell'antologia Again, Dangerous Visions di Harlan Ellison, editore Doubleday ISBN 0-575-04144-7 (1972)
- "Opening Problem" nella rivista di fantascienza Galaxy Vol. 35, N° 7 (luglio 1974)
- "Family Program" nella rivista di fantascienza Galaxy Vol. 36, N° 9 (settembre 1974)
- "The Descent of Man," nella rivista di fantascienza If Vol. 22, N° 8, uscita N° 175 (novembre 1974)
- "The Persistence of Memory," nella rivista di fantascienza Galaxy Vol. 35, N° 10 (novembre 1974)
- "Twinkle, Twinkle, Little Bat," nell'antologia New Dimensions Science Fiction 7, Robert Silverberg, editore Harper & Row ISBN 0-06-013862-9 (1977)
- "This Is My Beloved," nell'antologia New Dimensions Science Fiction 8, Robert Silverberg, editore Harper & Row ISBN 0-06-013792-4 (1977)
- "Starstuff" (Sternenstoff, traduzione in tedesco), nell'antologia Science Fiction Story-Reader 10, Herbert W. Franke, editore Heyne ISBN 3-453-30509-4 (1978)
- "The Liberated Woman's Guide to Domestic Felicity" (Anleitung zum häuslichen Glück für die emanzipierte Frau, traduzione in tedesco, con lo pseudonimo Dr. Frank Freeperson), nell'antologia Science Fiction Story-Reader 12, Herbert W. Franke, editore Heyne ISBN 3-453-30569-8 (1979)
- "Heir," nell'antologia After the Fall, Robert Sheckley, editore Ace Books ISBN 0-441-00941-7 (1980)
- "Nothing But," nell'antologia Proteus: Voices for the 80s, Richard S. McEnroe, ed., Ace Books ISBN 0-441-68697-4 (1981)
- Some Are Born Great (racconto), nella rivista di fantascienza Amazing Science Fiction Stories Vol 58, N° 2, N° 517 (luglio 1984)
- "White Empire", con James Blish, nella rivista di fantascienza Fantasy Book Vol 5, N° 3 (settembre 1986)

### Disegnatrice
- Libro Black Easter, di James Blish, Doubleday ISBN 0-571-08699-3 (1968)
- Rivista Kalki: Studies in James Branch Cabell, Vol. II, N° 4(a) (1968)
- Libro The Vanished Jet, by James Blish, Weybright & Talley OCLC 214763410 (1968)
- Rivista Kalki: Studies in James Branch Cabell, Vol. V, N° 2 (1971)
- Libro The Day After Judgment, by James Blish, Doubleday ISBN 0-839-82644-3 (1971)
- Libro Fugue for a Darkening Island, by Christopher Priest, Faber and Faber ISBN 0-571-09794-4 (1972)
- Rivista The Magazine of Fantasy and Science Fiction, Vol 42, N° 4 (aprile 1972)
- Libro Jack of Eagles, by James Blish, Faber and Faber ISBN 0-571-10276-X (1973)